# Міхейлень (комуна, Ботошань)
Міхейлень, Міхейлені (рум. Mihăileni) — комуна у повіті Ботошані в Румунії. До складу комуни входять такі села (дані про населення за 2002 рік):
- Міхейлень (1532 особи)
- Пириу-Негру (561 особа)
- Рогожешть (715 осіб)

## Географія
Через комуну тече річка Молниця, ліва притока Серету.
Комуна розташована на відстані 392 км на північ від Бухареста, 46 км на північний захід від Ботошань, 141 км на північний захід від Ясс.

## Населення
За даними перепису населення 2002 року у комуні проживали 5053 особи.
Національний склад населення комуни:
| Національність | Кількість осіб | Відсоток |
| -------------- | -------------- | -------- |
| румуни         | 4188           | 82,9%    |
| українці       | 840            | 16,6%    |
| цигани         | 22             | 0,4%     |
| угорці         | 3              | 0,1%     |

Рідною мовою назвали:
| Мова       | Кількість осіб | Відсоток |
| ---------- | -------------- | -------- |
| румунська  | 4202           | 83,2%    |
| українська | 845            | 16,7%    |
| угорська   | 3              | 0,1%     |
| циганська  | 1              | < 0,1%   |

Склад населення комуни за віросповіданням:
| Релігія                             | Кількість осіб | Відсоток |
| ----------------------------------- | -------------- | -------- |
| православні                         | 4495           | 89,0%    |
| п'ятдесятники                       | 442            | 8,7%     |
| адвентисти                          | 32             | 0,6%     |
| бретрени                            | 32             | 0,6%     |
| римо-католики                       | 12             | 0,2%     |
| греко-католики                      | 4              | 0,1%     |
| реформати                           | 1              | < 0,1%   |
| баптисти                            | 1              | < 0,1%   |
| лютерани (Аугсбурзького сповідання) | 1              | < 0,1%   |
| атеїсти                             | 1              | < 0,1%   |

## Зовнішні посилання
- Дані про комуну Міхейлень на сайті Ghidul Primăriilor [Архівовано 10 жовтня 2010 у Wayback Machine.]